# Перше Мая (селище, Балахнинський район)
Перше Мая (рос. Первое Мая) — селище в Балахнинському районі Нижньогородської області Російської Федерації.
Населення становить 19 осіб. Входить до складу муніципального утворення робітниче селище Велике Козино.

## Історія
Від 2009 року входить до складу муніципального утворення робітниче селище Велике Козино.

## Населення
| 2002 | 2010 |
| ---- | ---- |
| 22   | ↘19  |